# Deutsche Fußballmeisterschaft der B-Junioren 1995/96
Die deutsche B-Jugendmeisterschaft 1996 war die 20. Auflage dieses Wettbewerbes. Meister wurde Borussia Dortmund, das im Finale den 1. FC Saarbrücken mit 6:1 besiegte.

## Teilnehmende Mannschaften
| Regionalverband Nord                                                                                               | Regionalverband West                                                                 | Regionalverband Südwest                                                                              | Regionalverband Süd | Regionalverband Nordost |
| --- | ------------------------------------------------------------------------------------ | --- | --- | --- |
| - Schleswig-Holstein: Holstein Kiel - Hamburg: FC St. Pauli - Bremen: Werder Bremen - Niedersachsen: VfL Wolfsburg | - Westfalen: Borussia Dortmund - Mittelrhein: 1. FC Köln - Niederrhein: MSV Duisburg | - Rheinland: Eisbachtaler Sportfreunde - Südwest: 1. FC Kaiserslautern - Saarland: 1. FC Saarbrücken | - Hessen: Eintracht Frankfurt - Baden: Karlsruher SC - Südbaden: SC Freiburg - Württemberg: VfB Stuttgart - Bayern: 1. FC Nürnberg | - Mecklenburg-Vorpommern: Greifswalder SC - Brandenburg: FC Energie Cottbus - Berlin: Tennis Borussia Berlin - Sachsen-Anhalt: Hallescher FC - Thüringen: FC Carl Zeiss Jena - Sachsen: VfB Leipzig |

## Vorrunde
| Datum                       |                           | Ergebnis              |                        |
| --------------------------- | ------------------------- | --------------------- | ---------------------- |
| Gruppe Nord-West:           |                           |                       |                        |
| So 23. Juni 1996, 14:00 Uhr | Holstein Kiel             | 1:3                   | Tennis Borussia Berlin |
| Sa 22. Juni 1996, 16:00 Uhr | Borussia Dortmund         | 2:2 n. V. (5:4 i. E.) | MSV Duisburg           |
| Gruppe Süd-Südwest:         |                           |                       |                        |
| So 23. Juni 1996, 11:00 Uhr | VfB Leipzig               | 2:3 n. V.             | VfB Stuttgart          |
| So 23. Juni 1996, 11:00 Uhr | Eisbachtaler Sportfreunde | 2:1 n. V.             | 1. FC Kaiserslautern   |
| So 23. Juni 1996, 11:00 Uhr | Eintracht Frankfurt       | 2:1                   | FC Carl Zeiss Jena     |

## Achtelfinale
| Datum                       |                           | Ergebnis              |                  |
| --------------------------- | ------------------------- | --------------------- | ---------------- |
| Gruppe Nord-West:           |                           |                       |                  |
| So 30. Juni 1996, 13:00 Uhr | FC Energie Cottbus        | 3:2                   | VfL Wolfsburg    |
| So 30. Juni 1996, 11:00 Uhr | Tennis Borussia Berlin    | 3:0                   | Greifswalder SC  |
| Sa 29. Juni 1996, 16:00 Uhr | Borussia Dortmund         | 2:2 n. V. (3:1 i. E.) | SV Werder Bremen |
| So 30. Juni 1996, 11:00 Uhr | FC St. Pauli              | 2:4                   | 1. FC Köln       |
| Gruppe Süd-Südwest:         |                           |                       |                  |
| So 30. Juni 1996, 11:00 Uhr | Eintracht Frankfurt       | 4:4 n. V. (4:1 i. E.) | VfB Stuttgart    |
| So 30. Juni 1996, 11:00 Uhr | 1. FC Saarbrücken         | 1:1 n. V. (4:2 i. E.) | SC Freiburg      |
| So 30. Juni 1996, 11:00 Uhr | Eisbachtaler Sportfreunde | 2:1                   | Hallescher FC    |
| So 30. Juni 1996, 11:00 Uhr | 1. FC Nürnberg            | 0:2                   | Karlsruher SC    |

## Viertelfinale
| Datum                      |                           | Ergebnis  |                        |
| -------------------------- | ------------------------- | --------- | ---------------------- |
| Gruppe Nord-West:          |                           |           |                        |
| So 7. Juli 1996, 13:00 Uhr | FC Energie Cottbus        | 2:3       | Tennis Borussia Berlin |
| Sa 6. Juli 1996, 15:00 Uhr | Borussia Dortmund         | 4:1       | 1. FC Köln             |
| Gruppe Süd-Südwest:        |                           |           |                        |
| So 7. Juli 1996, 11:00 Uhr | 1. FC Saarbrücken         | 5:4 n. V. | Eintracht Frankfurt    |
| So 7. Juli 1996, 11:00 Uhr | Eisbachtaler Sportfreunde | 0:3       | Karlsruher SC          |

## Halbfinale
| Datum                       |                        | Ergebnis |                   |
| --------------------------- | ---------------------- | -------- | ----------------- |
| Gruppe Nord-West:           |                        |          |                   |
| So 14. Juli 1996, 11:00 Uhr | Tennis Borussia Berlin | 2:4      | Borussia Dortmund |
| Gruppe Süd-Südwest:         |                        |          |                   |
| So 14. Juli 1996, 11:00 Uhr | 1. FC Saarbrücken      | 1:0      | Karlsruher SC     |

## Finale
| Borussia Dortmund                                                   | Borussia Dortmund | 1. FC Saarbrücken | 1. FC Saarbrücken |
| ------------------------------------------------------------------- | --- | --- | ----------------- |
| Borussia Dortmund                                                   | \| Sonntag, 21. Juli 1996 um 11:00 Uhr in Dortmund (Stadion Rote Erde) \| \| Ergebnis: 6:1 (2:0) \| \| Zuschauer: 4.500 \| \| Schiedsrichter: Ludwig Lommer (München) \| | \| Sonntag, 21. Juli 1996 um 11:00 Uhr in Dortmund (Stadion Rote Erde) \| \| Ergebnis: 6:1 (2:0) \| \| Zuschauer: 4.500 \| \| Schiedsrichter: Ludwig Lommer (München) \|                                                                                          | 1. FC Saarbrücken |
| Borussia Dortmund                                                   | Alexander Kuschmann (70. Dennis Brocca) – Heiko Hesse – Benjones Ballout, Michael Stehger – Michael Rothholz (61. Danny Woidtke), Francis Bugri, Tobias Schäper, Kurtulus Öztürk, Marcel Vitt (61. Benny Hoffmann) – Stephan Knop, Andrija Dabovic (55. Sebastian Brune) Cheftrainer: Peter Wongrowitz | Christoph Büchel – Denis (41. Cavallaro) – Pascal Ganster (78. Philipp Dewald), Johannes Schiffer – Peter Haselwanger, Ruppert (62. Markus Pinter), Nico Weißmann, Müller, Danny Thiel – Andreas Wellner (80. Dirk Ballas), Angelo Bonsignore Cheftrainer: Weller | 1. FC Saarbrücken |
| Borussia Dortmund                                                   | 1:0 Kurtulus Öztürk (12.) 2:0 Stephan Knop (28.) 3:0 Pascal Ganster (43., Eigentor) 4:0 Andrija Dabovic (46.) 5:0 Stephan Knop (53.) 6:1 Stephan Knop (80.) | 5:1 Angelo Bonsignore (78.) | 1. FC Saarbrücken |
| Borussia Dortmund                                                   | Ganster, Ruppert | | 1. FC Saarbrücken |
| Sonntag, 21. Juli 1996 um 11:00 Uhr in Dortmund (Stadion Rote Erde) | | |                   |
| Ergebnis: 6:1 (2:0)                                                 | | |                   |
| Zuschauer: 4.500                                                    | | |                   |
| Schiedsrichter: Ludwig Lommer (München)                             | | |                   |